# İncilli
İncilli är en ort i Azerbajdzjan.   Den ligger i distriktet Cəlilabad Rayonu, i den sydöstra delen av landet, 190 km sydväst om huvudstaden Baku. İncilli ligger 124 meter över havet och antalet invånare är 608.
Terrängen runt İncilli är platt åt nordost, men åt sydväst är den kuperad. Närmaste större samhälle är Dzhalilabad, 9,5 km nordost om İncilli.
Omgivningarna runt İncilli är en mosaik av jordbruksmark och naturlig växtlighet. Runt İncilli är det ganska tätbefolkat, med 104 invånare per kvadratkilometer.